# Titularbistum Orange
Orange ist ein Titularbistum der römisch-katholischen Kirche.
Es geht zurück auf einen Bischofssitz in der Stadt Orange, die sich in der französischen Region Provence-Alpes-Côte d’Azur befindet. Das Bistum Orange war dem Erzbistum Marseille als Suffraganbistum unterstellt.
| Titularbischöfe von Orange |                                            |                       |                 |     |
| Nr.                        | Name                                       | Amt                   | von             | bis |
| 1                          | Julio Murat Titularerzbischof pro hac vice | Apostolischer Nuntius | 27. Januar 2012 |     |